# US Open 2009 - Doppio maschile in carrozzina
Stephane Houdet e Stefan Olsson hanno battuto in finale 6-4, 4-6, 6-4 Maikel Scheffers e Ronald Vink.

## Teste di serie
1. Stephane Houdet /  Stefan Olsson (campioni)
2. Maikel Scheffers /  Ronald Vink (finale)

## Tabellone

### Legenda
| - Q = Qualificato - WC = Wild card - LL = Lucky loser | - ALT = Alternate - SE = Special Exempt - PR = Protected Ranking | - w/o = Walkover - r = Ritirato - d = Squalificato |

### Finali
|  | Primo turno | Primo turno                    | Primo turno | Primo turno | Primo turno |  |  | Finali | Finali                        | Finali | Finali | Finali |  |
|  |             |                                |             |             |             |  |  |        |                               |        |        |        |  |
|  | 1           | Stephane Houdet Stefan Olsson  | 7           | 3           | 4           |  |  |        |                               |        |        |        |  |
|  |             | Robin Ammerlaan Shingo Kunieda | 5           | 6           | 2r          |  |  | 1      | Stephane Houdet Stefan Olsson | 6      | 4      | 6      |  |
|  |             | Martin Legner Nicolas Peifer   | 4           | 6           | 3           |  |  | 2      | Maikel Scheffers Ronald Vink  | 4      | 6      | 4      |  |
|  | 2           | Maikel Scheffers Ronald Vink   | 6           | 3           | 6           |  |  |        |                               |        |        |        |  |